# Llyn Arenig-fawr
Llyn Arenig-fawr är en sjö i Storbritannien.   Den ligger i riksdelen Wales, i den södra delen av landet, 290 km nordväst om huvudstaden London. Llyn Arenig-fawr ligger 438 meter över havet.Trakten runt Llyn Arenig-fawr består i huvudsak av gräsmarker.